# Tim O'Reilly
Pour les articles homonymes, voir O'Reilly.
Tim O'Reilly est un entrepreneur et essayiste né en 1954 à Cork en Irlande. Il est le fondateur de la maison d'édition O'Reilly Media, spécialisée dans l'informatique.
Il a émigré aux États-Unis pour devenir auteur et éditeur d'ouvrages d'informatique en général. 
Ses ouvrages et articles sont considérés comme des références par la communauté du World Wide Web. Il a été l'un des initiateurs du premier sommet de l'open source. 
Il est l'initiateur du terme Web 2.0, puis du Web Squared[Quoi ?] en 2009 avec John Battelle.
En 2011, il a publié un article intitulé « Government as a Platform »  sur l'État plateforme dans lequel il défend une conception de l'État comme plateforme et tire les leçons du développement des plateformes à l'ère numérique pour proposer d'améliorer l'efficacité de l'État comme plateforme.

## Publications
- (en) Tim O'Reilly (2005). What Is Web 2.0. Design Patterns and Business Models for the Next Generation of Software. Web 2.0 Conference 2005. 30 septembre 2005
- (en) Tim O'Reilly et John Battelle (2009). Web Squared: Web 2.0 Five Years On. Position paper pour le Web 2.0 summit.
- (en) Tim O'Reilly, « Government as a Platform », Innovations: Technology, Governance, Globalization, vol. 6, no 1,‎ 2011, p. 13-40 (DOI 10.1162/INOV_a_00056)